# Arbutamin
Arbutamin je srčani stimulans. On stimuliše adrenergičke receptore.

## Spoljašnje veze
|  | Molimo Vas, obratite pažnju na važno upozorenje u vezi sa temama iz oblasti medicine (zdravlja). |